# Pouilly-sur-Saône
Pouilly-sur-Saône település Franciaországban, Côte-d’Or megyében. Lakosainak száma 616 fő (2022. január 1.). Pouilly-sur-Saône Glanon, Bagnot, Labergement-lès-Seurre és Seurre községekkel határos.

## Népesség
A település népességének változása:
| Lakosok száma | 719  | 518  | 539  | 637  | 679  | 642  | 615  | 602  | 607  | 616  |
|               | 1968 | 1982 | 1990 | 2006 | 2013 | 2015 | 2017 | 2019 | 2020 | 2022 |